# Логвиненко, Николай Афанасьевич
Николай Афанасьевич Логвиненко (укр. Микола Опанасович Логвиненко; 25 апреля 1927 год, село Чечужино — 9 марта 1996 год, Кременчуг, Полтавская область, Украина) — передовик производства, слесарь Крюковского вагоностроительного завода Министерства тяжёлого, энергетического и транспортного машиностроения СССР, Полтавская область, Украинская ССР. Герой Социалистического Труда (1971).

## Биография
Родился 25 апреля 1924 года в крестьянской семье в селе Александровка Вторая. В 1941 году окончил шесть классов семилетней школы в родном селе. В 1943 году после освобождения Полтавской области от немецких захватчиков устроился на работу в колхоз в селе Александровка Вторая Козельщинского района. В 1944 году был призван в Красную Армию, где служил до 1951 года. После армии работал на Крюковском вагоностроительном заводе в Кременчуге. Работал слесарем в прессовом и затем — в сварочном цехах.
В 1971 году удостоен звания Героя Социалистического Труда «за особые заслуги в выполнении заданий пятилетнего плана».
В 1987 году вышел на пенсию. Проживал в Кременчуге, где скончался в 1996 году.
В Кременчуге на Аллее героев в парке Мира находится барельеф, посвящённый Николаю Логвиненко.

## Награды
- Герой Социалистического Труда — указом Президиума Верховного Совета СССР от 5 апреля 1971 года
- Орден Ленина — дважды (1966, 1971)
- Медаль «За трудовую доблесть» (1960).